# Miss Sri Lanka
Miss Sri Lanka est un concours de beauté annuel tenu au Sri Lanka. 

## Miss Universe Sri Lanka
| Année | Nom                            | Résultat                    |
| ----- | ------------------------------ | --------------------------- |
| 2025  | Lihasha Lindsay-White          |                             |
| 2024  | Melloney Dassanayake           |                             |
| 2018  | Ornella Gunesekere             |                             |
| 2017  | Christina Peiris               | Top 16                      |
| 2016  | Jayathi De Silva               |                             |
| 2015  |                                |                             |
| 2014  | Avanti Marianne                |                             |
| 2013  | Amanda Ratnayake               |                             |
| 2012  | Vinu Udani Siriwardhana        |                             |
| 2011  | Stephanie Siriwardhana         | 79 th                       |
| 2010  | Ishanka Madurasinghe           |                             |
| 2009  | Not held                       |                             |
| 2008  | Faith Landers                  | [réf. nécessaire]           |
| 2007  | Aruni Madusha Rajapakse        |                             |
| 2006  | Jacqueline Fernandez           |                             |
| 2005  | Rozanne Diasz                  |                             |
| 1996  | Shivanthini Dharmasiri         | [réf. nécessaire]           |
| 1995  | Shivani Vasagam                | [réf. nécessaire]           |
| 1994  | Nushara Fernando               |                             |
| 1993  | Chamila Wickramesinghe         | [réf. nécessaire]           |
| 1992  | Hiranthi Devapriya             | [réf. nécessaire]           |
| 1991  | Diloka Seneviratne             | [réf. nécessaire]           |
| 1990  | Roshani Aluwihare              | [réf. nécessaire]           |
| 1989  | Veronica Ruston                | [réf. nécessaire]           |
| 1988  | Deepthi Alles                  | 50 th                       |
| 1987  | Nandaine Wijiegooneratna       | 23 rd                       |
| 1986  | Indra Kumari                   | 48 th                       |
| 1985  | Ramani Liz Bartholomeusz       |                             |
| 1983  | Shyama Ayesa Cecilia Fernando  | 49 th                       |
| 1982  | Ann Monica Tradigo             | 67 th                       |
| 1981  | Renuka Varuni Jesudhason       | 9 th (Preliminary Swimsuit) |
| 1980  | Hyacinth Kurukulasuriya        | 50 th                       |
| 1979  | Vidyahari Vanigasooriyar       | 37 th                       |
| 1978  | Dilrukshi Wimalasoonya         | [réf. nécessaire]           |
| 1977  | Sobodhini Nagesan              | [réf. nécessaire]           |
| 1976  | Genevieve Bernedette Parsons   | [réf. nécessaire]           |
| 1975  | Shyama Hiramya Algama          | [réf. nécessaire]           |
| 1974  | Melani Irene Wijendra          | [réf. nécessaire]           |
| 1973  | Shiranthi Wickremesinghe       |                             |
| 1970  | Yolanda Shahzadi Ahlip         | [réf. nécessaire]           |
| 1969  | Marlene Beverly Seneveratne    | [réf. nécessaire]           |
| 1968  | Sheila Jayatilleke             | [réf. nécessaire]           |
| 1966  | Lorraine Roosmalecocq          | [réf. nécessaire]           |
| 1965  | Shirlene Minerva de Silva      | [réf. nécessaire]           |
| 1964  | Dona Annette Felicia Kulatunga | [réf. nécessaire]           |
| 1963  | Manel de Silva                 | [réf. nécessaire]           |
| 1962  | Yvonne D'Rozario               | [réf. nécessaire]           |
| 1961  | Ranjini Nilani Jayatilleke     | [réf. nécessaire]           |
| 1957  | Camellia Rosalia Perera        | [réf. nécessaire]           |
| 1955  | Maureen Neliya Hingert         | 2nd Runner up               |

## Liens
- Official website of Miss Universe
- Official website of Miss Universe Sri Lanka
- Pageantopolis